# Gus Triandos
Gus Triandos (30 de julho de 1930 – 28 de março de 2013) foi um jogador profissional de beisebol greco-americano. jogou na Major League Baseball como catcher mas também jogou como primeira base pelas equipes do New York Yankees, Baltimore Orioles e Detroit Tigers da American League e pelo Philadelphia Phillies e Houston Astros da National League. Foi convocado quatro vezes para o All-Star Game.

## Cultura popular
Triandos foi referencuado no episódio All Due Respect da terceira temporada da série da HBO, The Wire.